# الکساندر لپخو
الکساندر لپخو (اوکراینی: Лепехо Александр Николаевич؛ زادهٔ ۲۵ اکتبر ۱۹۷۱) بازیکن فوتبال اهل اوکراین است.